# 利斯圖瓦塔山
利斯圖瓦塔山是烏克蘭的山峰，位於該國西部伊萬諾-弗蘭科夫斯克州，處於韋爾霍維納區，屬於烏克蘭喀爾巴阡山脈中格里尼亞維山的一部分，海拔高度1,525米。